# Skandia (schip, 1905)
S/S Skandia (1905) was het zesde schip van de A/S Dampskibsselskabet paa Bornholm af 1866.
De Skandia werd gebouwd door de scheepswerf Burmeister & Wain in Kopenhagen en opgeleverd en in de vaart genomen in 1905.

Het schip werd ingezet op de route Rønne - Kopenhagen. Tot en met februari 1918 heeft ze voor A/S Dampskibsselskabet paa Bornholm af 1866 gevaren.
1918: Verkocht aan Carl Marius Engholm, grossier in Kopenhagen. Een week later verkocht aan A/S Christiansholms Fabrikker ook in Kopenhagen. In juni verkocht aan Dampskibsselskabet af 1912 (A.P. Møller) Kopenhagen. Thuishaven is nog steeds Rønne.

1919: Verkocht aan Arendals Dampskibsselskab A/S. Arendal in Noorwegen. Nieuwe naam Skandia II. 

1920: Omgedoopt naar Galtesund. (Roepletters: LDYE) In dienst gezet op route Skien - Brevik.

1927: Nieuwe toewijzing wordt de route Oslo - Kristiansand.

1942: Gekaapt door Kompani Linge uit Flekkefjord en ingelijfd door Nortraship in Aberdeen (Schotland) voor de route Scrabster - Scapa Flow.

1943: Gestationeerd in Reykjavik (IJsland), later dat jaar omgebouwd in Liverpool (Engeland). In november raakte de Skandia zwaar beschadigd in noodweer tussen Greenock (Schotland) en de Faeröer. Het schip werd in Ardrossan gerepareerd en in Clyde gestationeerd.

1945: In dit jaar werd ze teruggegeven aan Noorwegen en werd op de route Oslo en Bergen in gezet. Het jaar daarop tussen Oslo en Kristiansand

1947: Bij Pusnes Mekaniske Verksted a/s, Arendal wordt ze verbouwd, van stoomschip naar oliestook, en uitgebreid. (o.a.: BRT.: 605,00 t) Hierna wordt haar dienst hervat op Oslo - Kristiansand

1955: Opgekocht door Alfred I. Thommesen uit Arendal. Ze wordt door Arendal Dampskibsselskab a/s uit Arendal gehuurd op uurbasis.

1956: Vanaf mei wordt ze verhuurd aan Det Stavangerske Dampskibsselskab a/s uit Stavanger en ingezet op Oslo - Bergen. 

1958 Op 11 juni 1958 maakt de Skandia haar laatste reis. Het schip is daarna verkocht aan de NV Holland Scheepswerf & Machinehandel te Hendrik-Ido-Ambacht Nederland om te worden gesloopt.
Skandia · Heimdal · Hjalmar · Thor · Bornholm · Skandia · Ørnen · Heimdal · Frem · Bornholm · Hammershus · Østersøen · Rotna · Ella · Kongedybet · Østersøen · Bornholm · Thorkild Lund · Bornholm · 66-Paketten · Bornholmerpilen · Hammershus · Rotna · Isefjord · Hammershus · Rotna · Povl Anker · Jens Kofod · Julle · Peder Olsen · Gute · Villum Clausen · Dana Hafnia · Clare · King Of Scandinavia · Bora Mari · Rügen · Vilja · Dueodde · Hammerodde · Skania · Leonora Christina